# Sihla
Sihla é um município da Eslováquia, situado no distrito de Brezno, na região de Banská Bystrica. Tem 26,83 km² de área e sua população em 2018 foi estimada em 185 habitantes.

## Demografia
| Ano:        | 1994 | 2004   | 2014   | 2024   |
| ----------- | ---- | ------ | ------ | ------ |
| Broj ljudi: | 199  | 210    | 196    | 177    |
| Razlika:    |      | +5,52% | -6,66% | -9,69% |

| Ano:               | 2023 | 2024   |
| ------------------ | ---- | ------ |
| Número de pessoas: | 179  | 177    |
| Diferença:         |      | -1,11% |